# Tim Lincecum
Timothy LeRoy Lincecum (né le 15 juin 1984 à Bellevue, Washington, États-Unis) est un ancien lanceur droitier de la Ligue majeure de baseball.
Joueur des Giants de San Francisco de 2007 à 2015, Tim Lincecum remporte deux fois le trophée Cy Young comme meilleur lanceur de la Ligue nationale (2008, 2009). Il est sélectionné dans l'équipe de la Ligue nationale pour le match des étoiles en 2008, 2009, 2010 et 2011. Il mène les Ligues majeures en 2008 et la Ligue nationale en 2009 et 2010 pour les retraits sur des prises. Il remporte les Séries mondiales de 2010, 2012 et 2014 avec San Francisco et réussit deux matchs sans point ni coup sûr, en 2013 et 2014 contre les Padres de San Diego.

## Biographie

### Giants de San Francisco
Tim Lincecum est un choix de première ronde (10e joueur sélectionné au total) des Giants de San Francisco en 2006. Il fait ses débuts dans les Ligues majeures en mai 2007 et présente un dossier de 7 victoires et 5 défaites en 24 départs à sa saison recrue.

#### Saison 2008

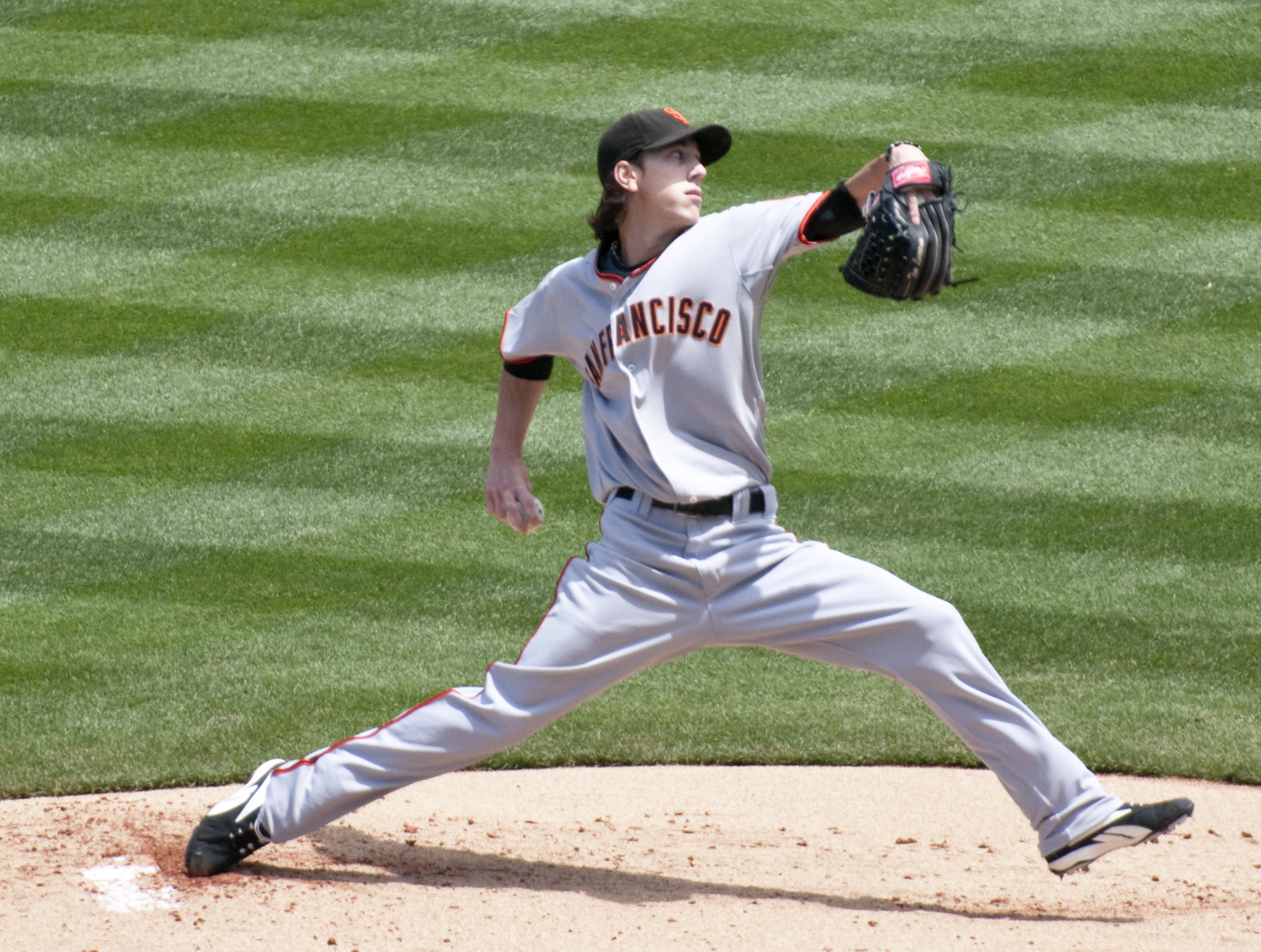
Tim Lincecum lançant pour les Giants en 2009.

En 2008, à l'âge de 24 ans et à sa deuxième saison seulement dans les majeures, Lincecum remporte le trophée Cy Young remis au meilleur lanceur de la Ligue nationale. Il présente le meilleur ratio victoires-défaites de la Nationale avec 18 gains contre à peine 5 revers. Sa moyenne de points mérités est de 2,62 et il domine les Ligues majeures pour le total de retraits sur des prises (265), le nombre de retraits sur des prises par 9 manches lancées (10,5), et le plus faible nombre de coups de circuit accordés par 9 manches lancées (0,4). Il mène aussi la Nationale pour le plus faible nombre de coups sûrs alloués à l'adversaire par tranche de 9 manches (7,2) et reçoit, à la mi-saison, sa première invitation au match des étoiles. Il rate toutefois la partie après avoir été hospitalisé, souffrant de symptômes grippaux et de déshydratation.

#### Saison 2009
En 2009, Tim Lincecum présente une fiche de 15-7 et mène la Ligue nationale pour les retraits sur des prises (261), les matchs complets (4) et les blanchissages (2). Il affiche le plus haut taux de retraits sur des prises par tranche de 9 manches dans toutes les majeures (10,4) et présente sa meilleure moyenne de points mérités jusque-là dans sa carrière (2,48). Il est de nouveau invité au match des étoiles et est le lanceur partant de l'équipe de la Ligue nationale.
Il devance de justesse Chris Carpenter et Adam Wainwright et remporte un deuxième trophée Cy Young consécutif, établissant une marque des majeures pour le plus bas total de victoires chez un lanceur partant gagnant de ce prix dans une saison complète (Fernando Valenzuela, gagnant du Cy Young en 1981, ne comptait que 13 gains dans une saison écourtée de moitié par une grève des joueurs). Lincecum détient toujours après la saison 2010 le record du plus faible total de victoires par un lanceur partant gagnant du Cy Young dans une saison complète, mais dans la Ligue nationale uniquement, puisque Félix Hernández remporte le Cy Young de la Ligue américaine en 2010 avec seulement 13 gains.

#### Saison 2010

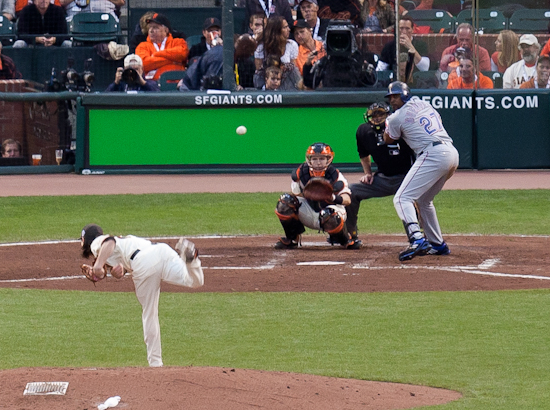
Tim Lincecum lance à Vladimir Guerrero lors du premier match de la Série mondiale 2010.

Avant le début de la saison 2010, Lincecum accepte un contrat de deux ans pour 23 millions de dollars avec les Giants.
Le 7 octobre, il fait ses débuts en séries éliminatoires et retire 14 frappeurs des Braves d'Atlanta sur des prises dans un match complet gagné 1-0 par les Giants. Il devient le sixième lanceur de l'histoire à réussir un jeu blanc à son premier match éliminatoire, succédant à Bill James (en) (1914), Johnny Sain (1948), Preacher Roe (1949), Wally Bunker (1966) et Mike Scott (1986). Le 1er novembre, il remporte la Série mondiale 2010.

#### Saison 2011
En retirant Jerry Hairston, Jr. des Nationals de Washington sur des prises le 6 juin 2011, Lincecum devient le huitième lanceur seulement depuis l'année 1900 à atteindre le nombre de 1000 retraits sur trois prises en carrière à sa cinquième saison seulement. Il rejoint un groupe sélect de lanceurs composé de Grover Cleveland Alexander, Tom Seaver, Bert Blyleven, Mark Langston, Dwight Gooden, Hideo Nomo et Kerry Wood.
Lincecum termine 5e dans la Ligue nationale en 2011 avec une moyenne de points mérités de 2,74 et 3e avec 220 retraits sur des prises en 217 manches lancées. Il est 4e pour le plus faible nombre de coups sûrs accordés à l'adversaire par 9 manches lancées et 5e avec en moyenne 9,124 retraits sur des prises par tranche de 9 manches au monticule.
Il termine cependant l'année avec un dossier victoires-défaites négatif de 13-14. Le manque d'appui offensif de ses coéquipiers frappeurs est à blâmer pour cette statistique. En 33 départs de Lincecum, les Giants ne lui ont donné aucun point à 7 reprises, un seul point à 6 reprises, et deux points en 5 occasions. Après la saison 2011, Lincecum n'est que le deuxième lanceur dans l'histoire après Tom Seaver à compter au moins 1000 manches lancées, 1100 retraits sur des prises et une moyenne de points mérités inférieure à 3,00 après seulement cinq saisons.
Invité au match des étoiles pour une quatrième fois en quatre ans, Tim Lincecum termine 6e au scrutin qui détermine le gagnant du trophée Cy Young.

#### Saison 2012

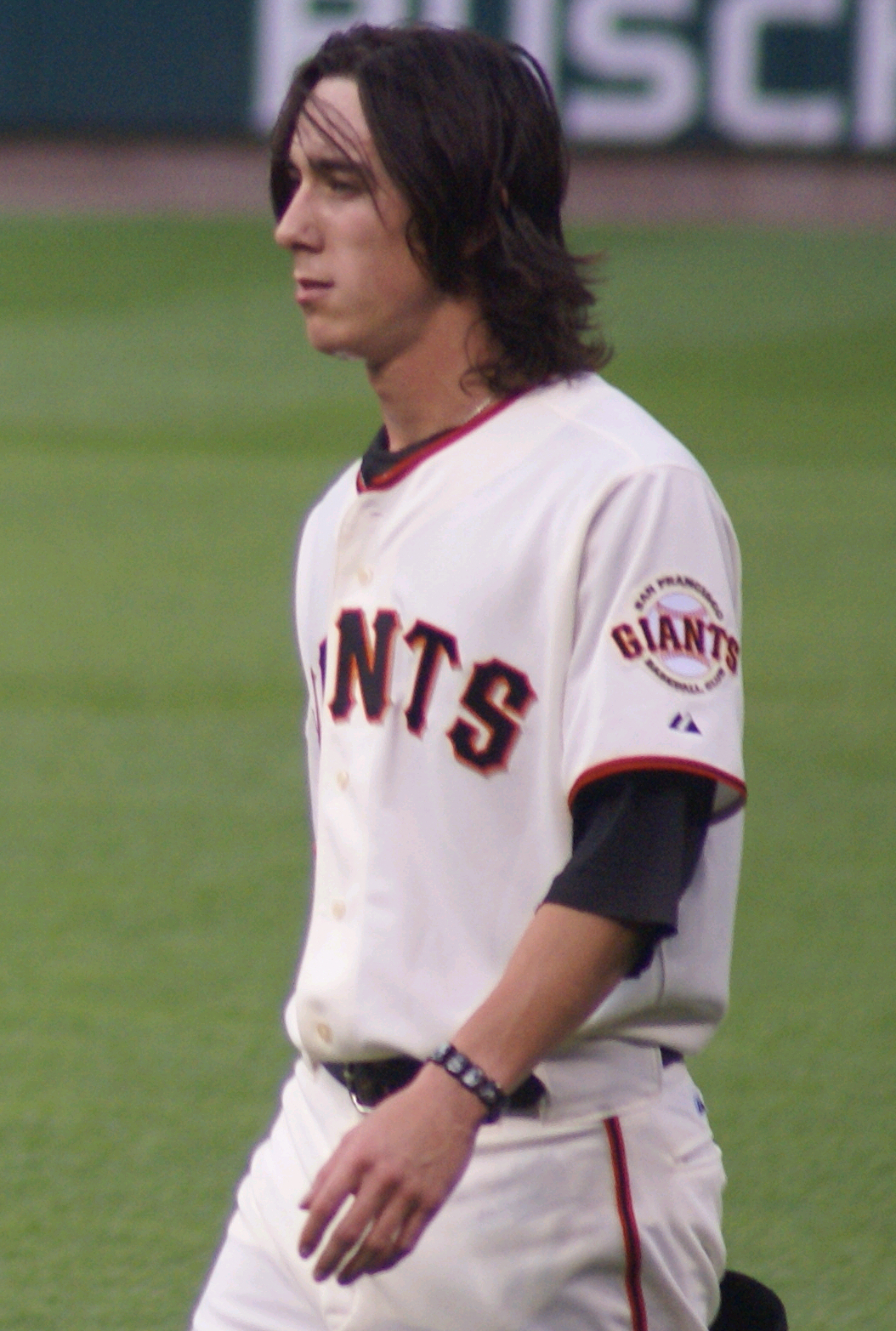
Tim Lincecum en 2009.

#### Saison 2013
Le 13 juillet 2013 à San Diego, Lincecum lance un match sans point ni coup sûr dans une victoire de 9-0 des Giants sur les Padres. Il effectue 148 lancers en 9 manches, le plus haut total par un lanceur des Giants depuis les 153 de Vida Blue contre Montréal le 22 juillet 1979.
Lincecum reçoit une fois de plus en 2013 un support offensif modeste de ses coéquipiers dans un grand nombre de ses départs,. Même si elle est meilleure qu'en 2012, sa moyenne de points mérités est néanmoins la 2e plus élevée de sa carrière, à 4,37 en 197 manches et deux tiers lancées. Il remporte 10 victoires contre 14 défaites en 32 départs et compte 193 retraits sur des prises. En comparaison avec 2012, il accorde en moyenne un but-sur-balles de moins par tranche de 9 manches au monticule.
Linceum doit devenir joueur autonome en novembre 2013, mais le 22 octobre, il accepte un nouveau contrat de deux saisons avec les Giants.

#### Saison 2014
Le 28 mai 2014 à San Francisco, Linceum lance 5 manches sans accorder de coup sûr aux Cubs de Chicago mais est retiré du match car il a alloué 4 buts-sur-balles, laissé 6 coureurs adverses atteindre les sentiers et effectué 96 lancers.
Le 25 juin 2014, Linceum lance le second match sans point ni coup sûr de sa carrière, réussissant une nouvelle fois l'exploit contre les Padres de San Diego, qu'il blanchit 4-0, cette fois à San Francisco. Contrairement au match sans coup sûr lancé comme le même club en juillet 2013, où il avait décoché un total anormalement élevé de 148 lancers, Lincecum en a cette fois besoin de 113. Il n'accorde qu'un seul but-sur-balles, à Chase Headley en 2e manche, pour l'empêcher d'avoir un match parfait. Il est le premier lanceur des Giants à réussir deux matchs sans coup sûr depuis que le club joue à San Francisco, et le second de la franchise après ceux de Christy Mathewson pour les Giants de New York en 1901 et 1905.
Il connaît une excellente séquence après cette performance : le 1er juillet à son retour au monticule, il ne donne aucun point aux Cardinals de Saint-Louis sur seulement 4 coups sûrs en 8 manches. Le 6 juillet dans une victoire sur San Diego, sa série de manches consécutives sans accorder de point s'arrête à 23. Du 25 juin au 20 juillet, sa moyenne de points mérités n'est que de 0,96 en 5 départs. Le 22 juillet, il apparaît en relève dans un long match (14 manches à Philadelphie) et enregistre le premier sauvetage de sa carrière. Mais les choses se corsent par la suite : après ce match du 22, Lincecum affiche une moyenne de points mérités de 9,49 en 5 départs, culminant par une sortie à Washington le 23 août où il est chassé après avoir alloué 6 points en 2 manches et deux tiers. Les Giants, qui luttent pour une place en éliminatoires, décident alors de lui faire sauter son tour dans la rotation de lanceurs partants et le remplacent par Yusmeiro Petit.

### Angels de Los Angeles
Son contrat n'est pas renouvelé par les Giants après la saison 2015. Lincecum signe un contrat avec les Angels de Los Angeles le 20 mai 2016. Il fait ses débuts avec sa nouvelle équipe le 18 juin 2016. Son expérience chez les Angels n'est cependant pas couronnée de succès : en 9 départs et 38 manches et un tiers lancées, il accorde 39 points mérités et 11 coups de circuit. Sa moyenne de points mérités s'élève à 9,16 et il perd 6 décisions sur 8.

### Rangers du Texas
Le 7 mars 2018, Lincecum signe un contrat d'une saison avec les Rangers du Texas, qui prévoient en faire un lanceur de relève et, si possible, un stoppeur. Après avoir porté toute sa carrière le numéro d'uniforme 55, Lincecum choisit le numéro 44 en l'honneur de son frère, décédé le 22 février précédent.

### Style
Au cours des premières années de sa carrière, Tim Lincecum impressionne en raison de la force de sa balle rapide mais aussi en raison de sa frêle stature (1,80 m pour 73 kg), peu usuelle pour les lanceurs de puissance. Cette balle rapide de Lincecum atteignait, au moment où il était considéré parmi les meilleurs lanceurs du baseball (2007-2011), les 153 km/h en moyenne, et elle pouvait atteindre les 159 km/h. La vélocité de ses lancers a toutefois décru d'environ 8 km/h à partir de 2012. Il utilise également le changement de vitesse et la balle-courbe, et a ajouté une balle-glissante à son répertoire après son entrée dans les majeures.

## Vie personnelle
Tim Lincecum est le propriétaire d'un bouledogue français baptisé Cy, en référence au trophée Cy Young remporté par le lanceur en 2008.
Le 30 octobre 2009, Tim Lincecum a été appréhendé pour excès de vitesse sur l'Interstate 5, une autoroute de l'État de Washington. En plus de recevoir une amende de 622 dollars US pour cette infraction, il a été accusé de possession de marijuana et d'équipement servant à la consommation de drogue. En janvier suivant, Lincecum est condamné par l'État de Washington à payer une amende de 513 dollars pour possession de cannabis.
Lincecum est un Américain de descendance philippine, sa mère étant née aux Philippines. Son frère aîné Sean Lincecum meurt le 22 février 2018 à l'âge de 37 ans.